# 奧穆京斯科耶區

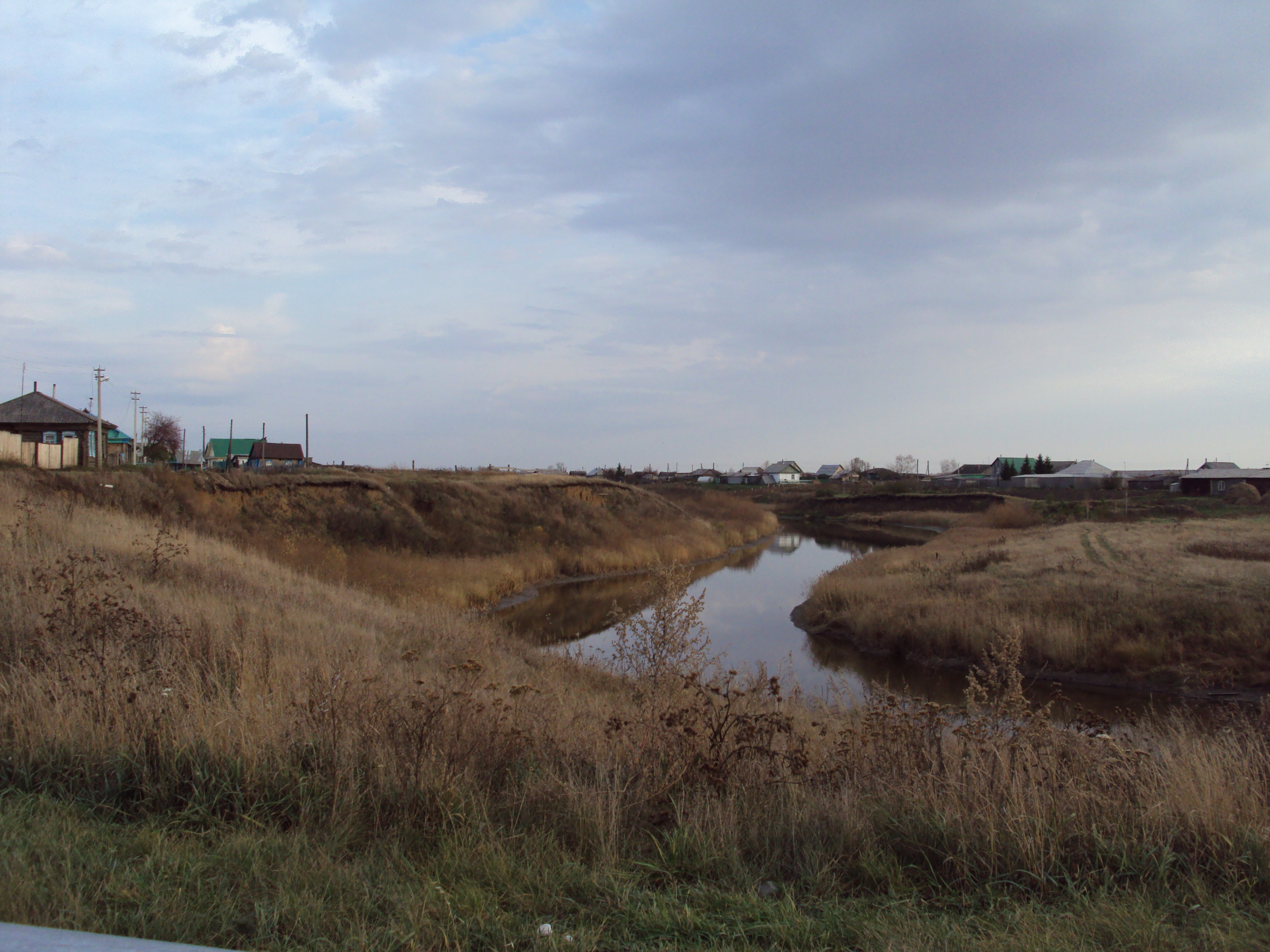

56°12′44″N 67°58′29″E / 56.21222°N 67.97472°E
奧穆京斯科耶區（俄语：Омутинский район），是俄羅斯的一個區，位於該國南部，由秋明州負責管轄，面積約2,828平方公里，2010年該區人口19,608，人口密度每平方公里6.93人。